# Parametr Coriolisa
Parametr Coriolisa – wzór określający siłę Coriolisa dla ciała poruszającego się poziomo w kierunku południkowym, w zależności od położenia na Ziemi.
Wykorzystywany jest w meteorologii (dynamicznej) i oceanografii (fizycznej) do opisu ruchu powietrza w atmosferze i wody w oceanie. Jest jedną z wielkości określających kierunek wiatru w średnich szerokościach geograficznych.
Dany jest wyrażeniem
{\displaystyle f=2\Omega \sin \theta ,}
{\displaystyle \Omega ={\frac {2\pi }{86\,164}}s^{-1},}
gdzie:
{\displaystyle \Omega } – prędkość obrotowa Ziemi,
{\displaystyle \theta } – szerokość geograficzna.
Parametr Coriolisa wynosi 0 na równiku, gdzie składowa pozioma siły Coriolisa jest równa 0.
To, że cyklony tropikalne nie powstają na równiku związane jest z faktem, że w pobliżu równika parametr Coriolisa jest bliski zeru.